# Robert de Montesquiou
Marie-Joseph-Robert-Anatole de Montesquiou-Fézensac, conde Robert de Montesquiou-Fézensac, mais conhecido como Robert de Montesquiou (Paris, 7 de Março de 1855 – Menton, 11 de Dezembro de 1921) foi um homem de letras, esteta e dandy francês.
O fascínio exercido por este personagem sobre os seus contemporâneos fez dele um modelo para numerosos personagens de romance: des Esseintes em À Rebours (1884) de Huysmans, O conde de Muzaret, em Monsieur de Phocas (1901) de Jean Lorrain e, principalmente, o Barão de Charlus em Em Busca do Tempo Perdido de Marcel Proust.

## Biografia
Marie Joseph Robert Anatole de Montesquiou-Fézensac, quarto e último filho de Pauline Duroux (1823-1864) e do conde Thierry de Montesquiou-Fézensac (1824-1904), foi contemplado com uma ilustre linhagem originária da Gasconha, que conta entre os seus membros Blaise de Montluc e d'Artagnan.

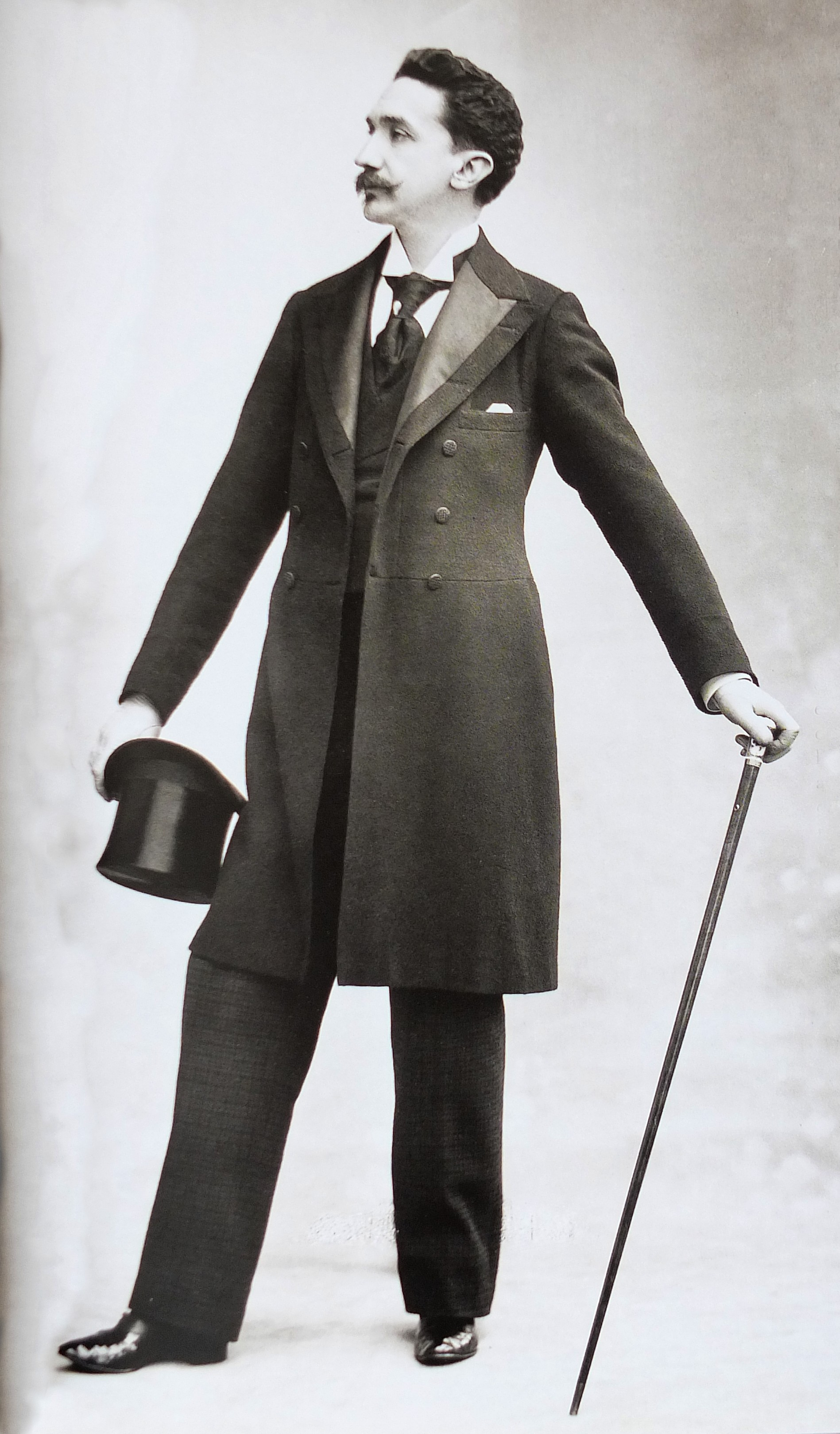
Montesquiou em 1895

Em 1885, Montesquiou encontra Gabriel de Yturri (1868-1905), de origem peruana, que passa a ser seu secretário, seu companheiro e talvez seu amante. Embora quase certamente homossexual, Montesquiou manteve uma vida casta, evitando cuidadosamente todos os pretextos para causar escândalo.
Depois da morte de Gabriel de Yturri, após complicações com diabetes, Montesquiou substituiu-o, em 1908, por Henri Pinard, de quem fez legatário dos bens quando morreu em 1921.
Montesquiou foi, em vida, violentamente criticado por um lado; mas tambem incensantemente adulado por seus adoradores. Forain chamava-lhe maldosamente «Grotesquiou» e Pierre Louÿs consagrou-lhe um poema («Le comte R… de M…») demasiado atroz para ser citado. Mesmo assim, apesar da crítica severa de seus contemporâneos, soube como ninguém mais suscitar a admiração apaixonada de uma corte de discípulos que sempre o rodearam – como Marcel Proust ou o pianista Léon Delafosse , entre outros amigos fiéis, como a sua prima Élisabeth de Riquet de Caraman (condessa Greffulhe), Marthe Lahovary (princesa Bibesco), Herminie de La Brousse de Verteillac (princesa de Léon), Judith Gautier, Gustave Moreau, James Abbott McNeill Whistler, Antonio de La Gandara, Georges Hoentschel, e mesmo, por algum tempo, Octave Mirbeau.
Enquanto influente personalidade sustentou as elites artísticas da sua época: Stéphane Mallarmé, Paul Verlaine em poesia; Claude Debussy e Gabriel Fauré na música; Paul Helleu na pintura.
O hotel familiar particular dos Montesquious-Fezensac que os seus pais mandaram erigir e foi construído 1858 pelo arquitecto Joseph-Michel Le Soufaché ainda existe no n.º 1 do Boulevard de Latour-Maubourg, em Paris (hoje ocupado pelo centro cultural da China).

## Obras
Montesquiou publicou inúmeros volumes de prosa entre romances, memórias, ensaios; e ainda assim, varias obras poéticas. A sua poesia, a qual considerava como a parte mais importante da sua obra literária, é considerada delicada e afetada. Em contrapartida, Marcel Proust elegeu Montesquiou como o "professor da beleza" de toda uma geração.

### Memórias
- Les Pas effacés, édition de Than Van Ton That 2007

### Poesia
- Les chauve-souris, Richard, 1892
- Le chef des odeurs suaves, Richard, 1893
- Le parcours du rêve au souvenir, Charpentier et Fasquelle, 1895
- Les hortensias bleus, Charpentier et Fasquelle, 1896
- Les perles rouges, Charpentier et Fasquelle, 1899
- Les paons, Charpentier et Fasquelle, 1901
- Les offrandes blessées, Sansot, 1915
- Nouvelles offrandes blessées, Maison du livre, 1915
- Les quarante bergères : portraits satiriques en vers inédits, frontispice de Aubrey Beardsley, Librairie de France, 1925

### Romances
- La petite demoiselle, Albin-Michel, 1911
- La trépidation, Emile-Paul Frères, 1922